# دار سك النقود الوطنية
National Collector's Mint, Inc. هي شركة مقرها مقاطعة ويستشستر في نيويورك تبيع العملات المعدنية والرموز والتذكارات والمقتنيات المنتجة بشكل خاص، بالإضافة إلى منتجات مكافحة الشيخوخة للبشرة من خلال العلامة التجارية BioLogic. لا تنتج الشركة عملات معدنية قانونية في الولايات المتحدة ولا تتبع أو تؤيد أو تحصل على ترخيص من الحكومة الأمريكية أو دار سك العملة الأمريكية . ومع ذلك، تعمل الشركة أيضًا كبائع تجزئة، حيث تعيد بيع العملات المعدنية الحكومية وغيرها من العطاءات القانونية. كما تقوم الدار أيضًا بإنشاء عملات معدنية غير نقدية للشركات الكبرى. بعد أن أُستشهدت بـ National Collector's Mint مرارًا وتكرارًا من قبل السلطات الحكومية والفيدرالية بسبب الربح الاحتيالي من هجمات 11 سبتمبر، وصفت صحيفة هافينغتون بوست الشركة بأنها "بائع مزيف لعملات 11 سبتمبر".

## حالة العطاء القانوني
كما هو محدد في دستور الولايات المتحدة فإن الحكومة الفيدرالية وحدها هي التي يمكنها إنتاج العملات النقدية القانونية للاستخدام داخل الولايات والأقاليم. (أُكدت في وقت لاحق على الحق في طباعة الأوراق النقدية القانونية). لذلك، فإن الميداليات والرموز والمنتجات الأخرى التي تنتجها دار سك النقود الوطنية ليست عملة قانونية في الولايات المتحدة أو أقاليمها.

## حادثة العملة في 11 سبتمبر 2001
أدت محاولات الشركة المتكررة للاستفادة من هجمات الحادي عشر من سبتمبر إلى دفع السيناتور تشارلز شومر إلى الإشارة إلى الشركة باعتبارها "عملية احتيال حقيرة". وقد عوقبت الشركة بتهمة الاحتيال في عام 2004، عندما فرض قاضي المحكمة العليا للولاية توماس جيه ماكنمارا غرامة على دار سك النقود الوطنية لمشاركتها في إعلانات كاذبة وممارسات تجارية خادعة عند إصدار عملات الدولار الفضي لبرج الحرية.
وقفت مبيعات عملات الدولار الفضي لبرج الحرية بأمر من المحكمة في أكتوبر 2004 بناءً على طلب المدعي العام لنيويورك آنذاك إليوت سبيتزر. حصلت الشركة على موافقة من مسؤولي كومنولث جزر ماريانا الشمالية لإنتاج العملات النقدية القانونية نيابة عنهم، لكن سبيتزر أشار إلى أن الكومنولث غير مخول بإصدار عملته الخاصة. وأشار أيضًا إلى أن الكمية الدقيقة من الفضة الموجودة في القطعة التذكارية لم تكن واضحة للعملاء. في عام 2004، حكم أحد القضاة بأن الشركة مذنبة بالاحتيال والدعاية الكاذبة والأعمال التجارية الخادعة. أشارت الإعلانات اللاحقة لعملات برج الحرية الجديدة إلى الوزن الفضي الفعلي (45 ملجم، أو 0.00145 أونصة تروي) بدلاً من سمك الفضة بالملليمتر المستخدم.[بحاجة لمصدر]
قال السيناتور تشارلز شومر والممثل جيرولد نادلر إن الادعاء بأن الفضة أُستردت من الخزائن الموجودة تحت أنقاض مركز التجارة العالمي لا يمكن إثباته وطالبا لجنة التجارة الفيدرالية بوقف دار سك النقود الوطنية عن بيع عملات 11 سبتمبر، والتي يُنظر إليها على أنها تقلل من مبيعات ميدالية 11 سبتمبر الرسمية التي تعود بالنفع على النصب التذكاري الوطني ومتحف 11 سبتمبر الذي يتم بناؤه في موقع مركز التجارة العالمي.
وعلى النقيض من ادعاءات NCM غير المؤكدة، يوجد عدد كبير من العملات المعدنية التي يمكن إرجاعها إلى خزائن مركز التجارة العالمي؛ وعلى عكس عروض NCM، أُعتمدت هذه العملات المعدنية وتصنيفها من قبل PCGS ، خُصّصَت الأرباح للتبرعات من مبيعاتها لصناديق الاسترداد.
في عام 2013، توصلت الشركة إلى تسوية خارج المحكمة ووافقت على دفع غرامة قدرها 750 ألف دولار إلى لجنة التجارة الفيدرالية بسبب تحريفها لمصداقية منتجاتها المتعلقة بهجمات 11 سبتمبر.

## عملة ذهبية بقيمة 50 دولارًا أمريكيًا لعام 2020 تحمل صورة الجاموس
في عام 2020، أعلنت الشركة عن عملة معدنية مطلية بـ 14 مليجرامًا من الذهب عيار 24 قيراطًا. وبناء على الأسعار الأخيرة في أوائل أبريل/نيسان 2020، بلغت قيمة هذه الكمية من الذهب نحو 70 سنتا. طُرحت العملة المعدنية بسعر 9.95 دولارًا بالإضافة إلى 4.95 دولارًا للشحن والتسليم.

## روابط خارجية
- دار سك النقود الوطنية